# Diocesi della Spezia-Sarzana-Brugnato

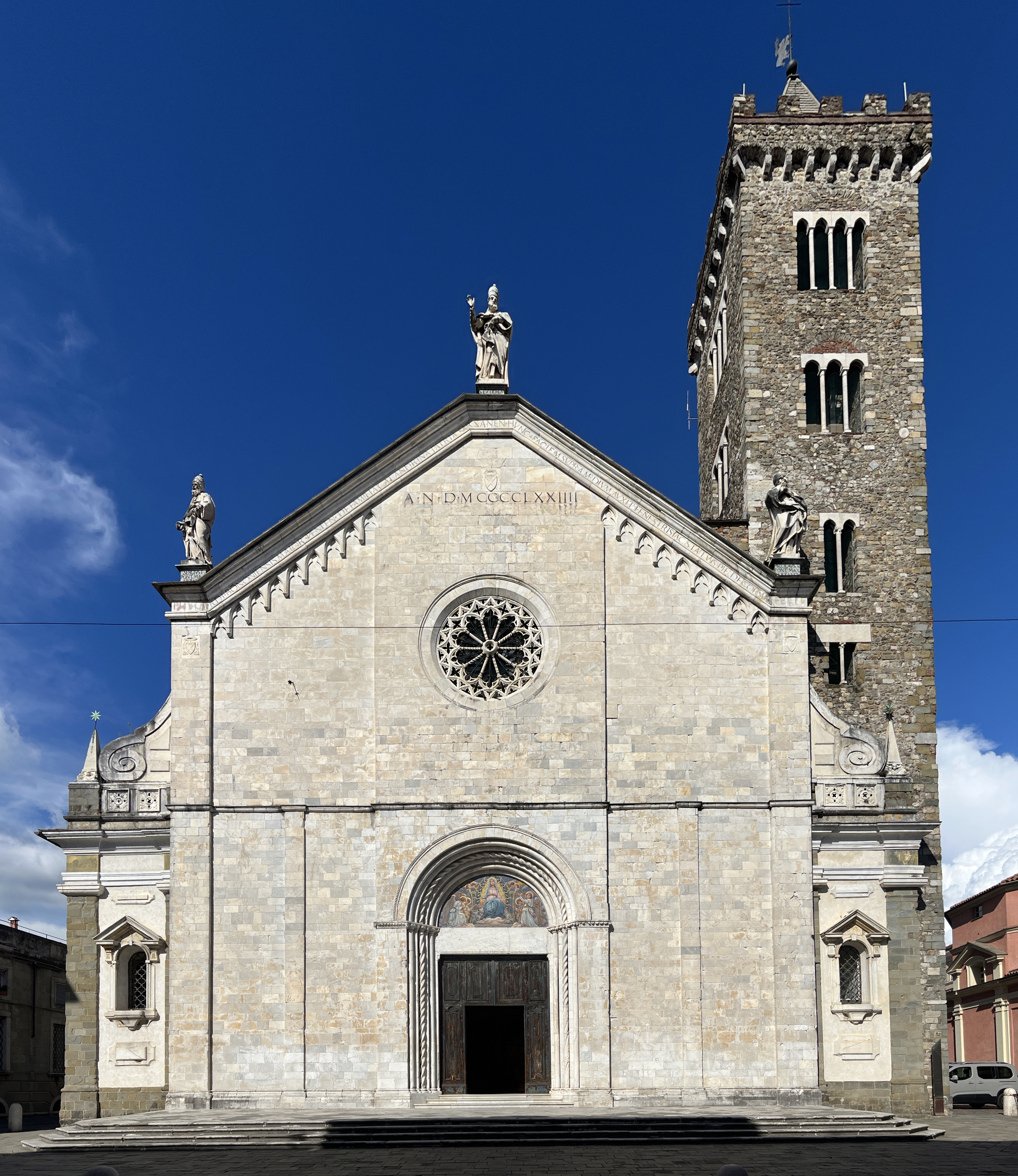
La concattedrale di Santa Maria Assunta a Sarzana

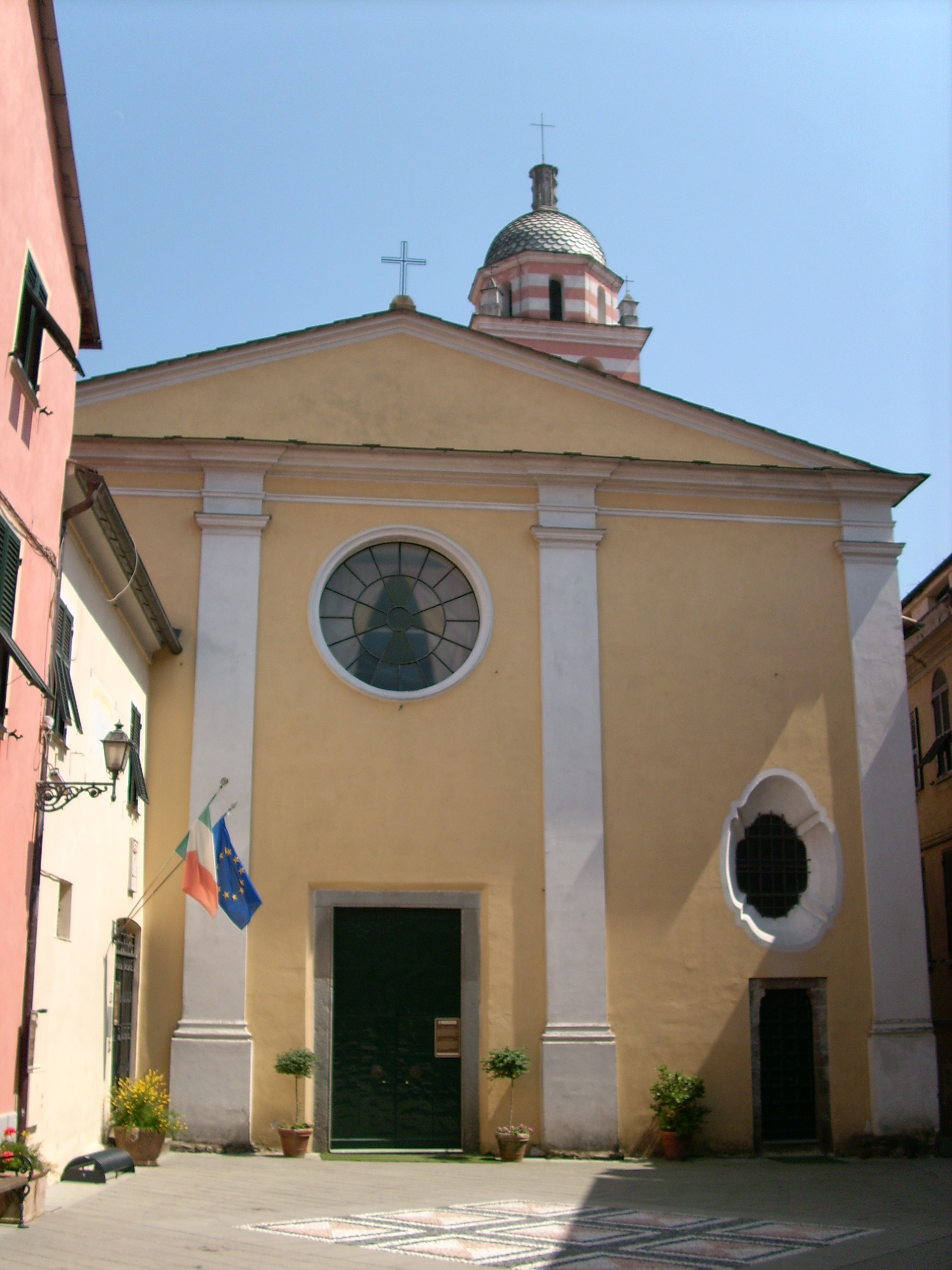
La concattedrale dei Santi Pietro, Lorenzo e Colombano a Brugnato

La diocesi della Spezia-Sarzana-Brugnato (in latino Dioecesis Spediensis-Sarzanensis-Brugnatensis) è una sede della Chiesa cattolica in Italia suffraganea dell'arcidiocesi di Genova e appartenente alla regione ecclesiastica Liguria. Nel 2023 contava 212.554 battezzati su 215.117 abitanti. È retta dal vescovo Luigi Ernesto Palletti.

## Territorio
Il territorio della diocesi, dopo lunghi rimaneggiamenti nel corso della storia, ricalca quello dell'odierna provincia della Spezia.
Sede vescovile è La Spezia, dove si trova la cattedrale di Cristo Re. A Sarzana e a Brugnato, un tempo sedi episcopali, sorgono le due concattedrali, dedicate rispettivamente a Santa Maria Assunta e ai Santi Pietro, Lorenzo e Colombano. A Luni, all'interno del sito archeologico dell'antica città romana, sede episcopale (oggi sede titolare) che è all'origine della diocesi attuale, si trovano i resti della cattedrale di Santa Maria.
Il seminario vescovile ha sede a Sarzana, mentre quello di Brugnato è rimasto attivo fino agli anni cinquanta.

### Vicariati e parrocchie
Il territorio della diocesi è suddiviso in 4 zone pastorali, in 11 vicariati foranei e in 186 parrocchie.
| Zona pastorale | Vicariato foraneo  | Nº parrocchie |
| -------------- | ------------------ | ------------- |
| Golfo          | La Spezia I        | 23            |
| Golfo          | La Spezia II       | 17            |
| Val di Magra   | Sarzana            | 13            |
| Val di Magra   | Bassa Val di Magra | 8             |
| Val di Magra   | Media Val di Magra | 17            |
| Val di Magra   | Alta Val di Magra  | 18            |
| Val di Vara    | Brugnato           | 18            |
| Val di Vara    | Bassa Val di Vara  | 15            |
| Val di Vara    | Media Val di Vara  | 15            |
| Val di Vara    | Alta Val di Vara   | 21            |
| Riviera        | Riviera            | 21            |

## Storia
La presente diocesi è frutto della plena unione di tre precedenti diocesi, attuata nel 1986: la diocesi di Luni, con sede in seguito trasferita a Sarzana, la diocesi di Brugnato e la diocesi della Spezia.

### Diocesi di Luni
L'origine della diocesi è antichissima: l'antica città di Luni era sede vescovile probabilmente già in epoca apostolica: le prime testimonianze scritte risalgono al 465.
In origine il territorio era vastissimo e comprendeva anche parti delle attuali Emilia-Romagna e Toscana; la qual cosa emerge ancora nelle bolle con le quali papa Eugenio III e papa Anastasio IV confermavano i territori lunensi nel XII secolo.

#### Diocesi di Luni-Sarzana
A partire dal XII secolo i vescovi posero sempre più spesso la loro residenza a Sarzana a causa della progressiva decadenza di Luni; con il placet di papa Innocenzo III del 7 marzo 1202 la sede fu trasferita formalmente a Sarzana il 15 giugno dello stesso anno. Nei secoli successivi i vescovi però non rispettarono sempre la loro residenza, ponendo la sede qua e là nella diocesi. Il problema fu risolto con la bolla di papa Paolo II del 21 luglio 1465 che stabilì la residenza ufficiale a Sarzana e che i vescovi portassero il titolo di Luni-Sarzana.
Nel 1797 la diocesi di Luni-Sarzana cedette una porzione di territorio a vantaggio dell'erezione della diocesi di Pontremoli; la stessa cosa nel 1822 per l'erezione della diocesi di Massa Carrara. Nel 1854 e nel 1855 altre parrocchie furono scorporate da Luni-Sarzana ed aggregate sempre alle due diocesi toscane.
Immediatamente soggetta alla Santa Sede, nel 1806 fu aggregata alla provincia ecclesiastica di Genova, ma già nel 1820 ritornò all'immediata soggezione romana; nel 1927 papa Pio XI con la bolla Romani Pontifices rese la diocesi di Luni-Sarzana nuovamente suffraganea dell'arcidiocesi di Genova.

### Diocesi di Brugnato

#### Le origini
Il VII e l'VIII secolo videro muoversi per tutta Europa correnti missionarie d'origine monastica irlandese che vennero spesso usate a fini politici, sia da parte di Bisanzio sia dagli stessi longobardi, onde colonizzare con il cristianesimo genti e territori da sottoporre poi al proprio governo. Una delle celle maggiori di questi monaci missionari, che dall'inizio del VII secolo ebbero come monastero matrice l'abbazia di San Colombano di Bobbio, si trovava a Brugnato nel centro della Val di Vara, la quale assunse, probabilmente al tempo del re dei longobardi Liutprando, le prerogative di abbazia. Nella città di Pontremoli e nei dintorni esistevano, in enclave, alcune parrocchie ed enti ecclesiastici, appartenenti fino dal IX secolo all'abbazia benedettina di Brugnato, di cui fecero parte quando questa venne elevata a diocesi, nel 1133. Queste realtà ecclesiali site nel borgo di Arpiola (comune di Mulazzo), Caprio (comune di Filattiera), la prioria di Pontremoli, il paese di Teglia (Pontremoli); la rettoria in valle di Zeri (diversi borghi) passarono, dopo l'erezione della diocesi di Pontremoli, al nuovo vescovato, nel 1787.

#### L'erezione della diocesi

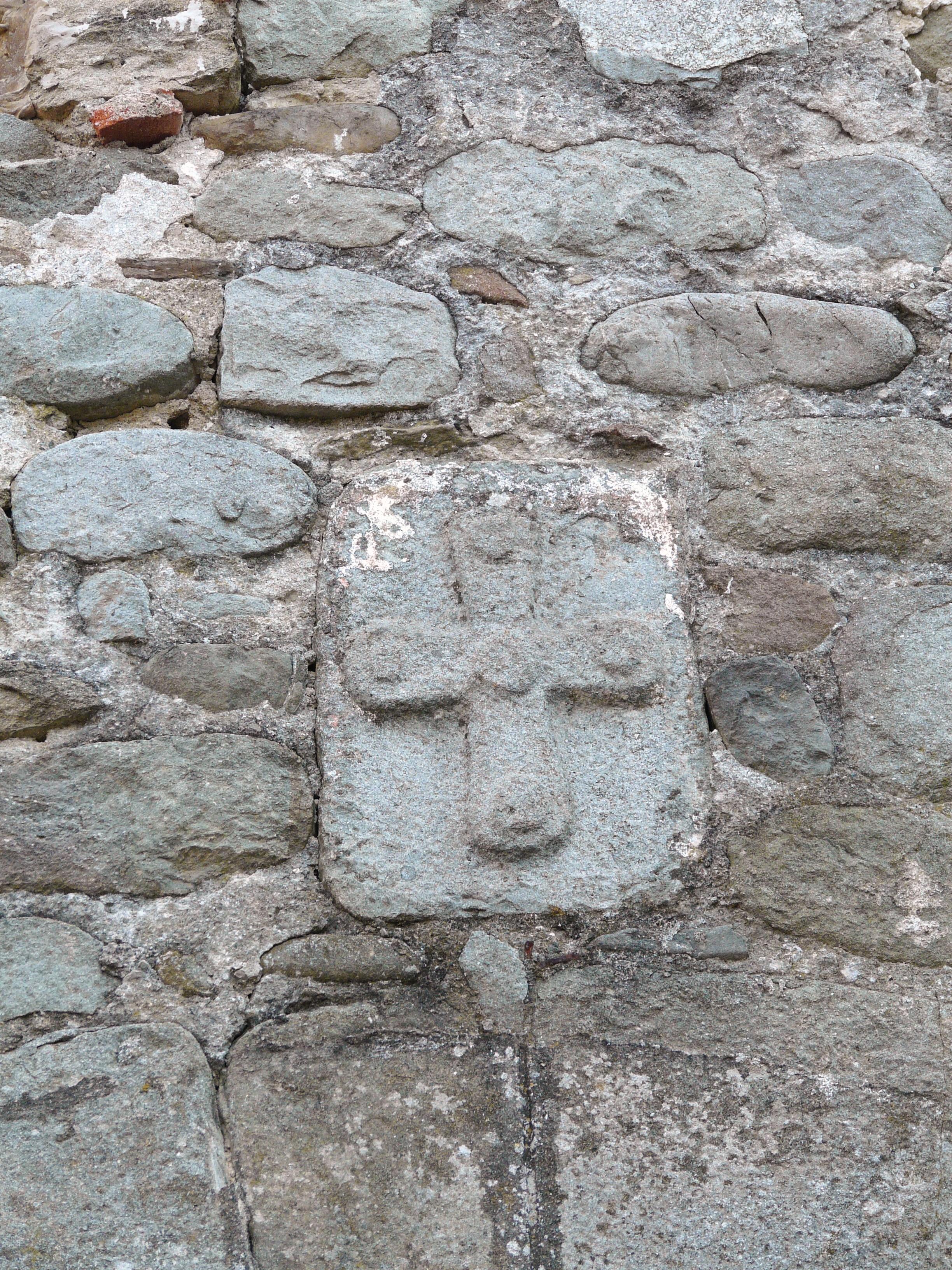
La croce dei Vescovi di Brugnato
Abbazia dell'Accola, Borghetto di Vara

La diocesi di Brugnato fu eretta il 27 maggio 1133 con la bolla Quemadmodum Sedes Apostolica di papa Innocenzo II, ricavandone il territorio dalla diocesi di Luni.
L'elevazione di Genova, nel 1133, a sede metropolitana, favorì la formazione di una diocesi dall'antico monastero di Brugnato, i cui abati si erano sempre rifiutati di accettare la sottomissione gerarchica, pretesa, invece, dai vescovi di Luni. La diocesi di Brugnato venne creata, dunque, con la bolla papale del 27 maggio 1133, con le chiese e le cappelle dipendenti dal monastero benedettino brugnatese dei Santi Pietro, Lorenzo e Colombano. Il territorio della nuova diocesi fu ottenuto dallo smembramento, sia pure formalmente, in parte dalla diocesi lunense ed in parte dalla nuova arcidiocesi genovese. Papa Innocenzo II nominò vescovo Ildebrando, abate di Brugnato, e dichiarò la nuova sede vescovile suffraganea di Genova. Le cappelle avevano la cura d'anime ma non il fonte battesimale, e i loro fedeli dovevano portare i battezzandi nelle pievi di appartenenza, situate in altre diocesi.

#### Il territorio della diocesi
L'erezione della diocesi, provocò per quella di Luni la perdita di alcuni territori in Val di Vara. La diocesi di Brugnato fu formata, non da un territorio coerente più o meno vasto, ma dall'insieme dei beni dell'antico monastero benedettino sparsi nelle varie diocesi sotto la sua giurisdizione, che in quel punto si toccano, e dall'insieme delle cappelle situate entro le pievi di queste diocesi stesse. La diocesi di Brugnato era composta, nel 1820, quando fu unita alla diocesi di Luni-Sarzana, da 6 vicariati con complessive 30 parrocchie. I vescovi di Brugnato fissarono la loro residenza a Pontremoli dal 1302 al 1502. I presuli portarono anche il titolo di "conte", che fu abolito solo dopo il Concilio Vaticano II. Nel 1855, poi, anche le parrocchie di Gotra e di Buzzò (oggi ambedue in provincia di Parma) furono assegnate alla diocesi di Pontremoli.

#### Le modifiche territoriali della diocesi (1787-1959)
Prima della riforma dei confini del 1959, la diocesi di Brugnato si estendeva fino a Sestri Levante, dove, per tutto il XVIII secolo, il vescovo di Brugnato regolarmente risiedeva, anche per ragioni climatiche. La chiesa di Santa Maria di Nazareth era stata elevata al rango di concattedrale, con la possibilità di consacrare gli oli nei riti pasquali.
Con l'erezione della diocesi di Pontremoli, vennero aggregate al nuovo vescovato tre parrocchie (San Pietro di Pontremoli; Santa Maria di Teglia; San Lorenzo di Zeri) tutte e tre parte del vicariato di Pontremoli. Per compensare le predette perdite, venne staccata, nel 1787, dalla diocesi di Populonia (Massa Marittima), l'isola di Capraia ed assegnata alla diocesi di Brugnato. Il passaggio effettivo avvenne, però, solo nel 1791, vale a dire dopo la morte del vescovo di Luni-Sarzana, Cesare Lomellini. La diocesi di Brugnato perdette il nuovo acquisto già nel 1802, quando Capraia passò alla diocesi di Ajaccio in Corsica.
Il 25 novembre 1820 in forza della bolla Sollicita quam di papa Pio VII la diocesi di Brugnato fu unita aeque principaliter alla diocesi di Luni-Sarzana.
Nel 1854 il vicariato di Brugnato perdette le parrocchie di Rocchetta e Suvero che passarono alla diocesi di Massa. Anche le parrocchie di Gotra e di Buzzò (comune di Albareto) furono staccate, il 1º agosto 1855, dalla diocesi di Brugnato ed assegnate alla diocesi di Pontremoli (oggi il loro territorio fa parte del comune di Albareto e della diocesi di Massa Carrara-Pontremoli). Le parrocchie di Rocchetta e Suvero furono restituite, però, alla diocesi di Brugnato l'11 ottobre 1959.

### Diocesi della Spezia
A seguito della nascita dell'arsenale militare, la città della Spezia acquistò sempre maggiore importanza rispetto alle località vicine.
Il 12 gennaio 1929 con la bolla Universi dominici, papa Pio XI eresse la diocesi della Spezia, suffraganea di Genova, costituita da 18 parrocchie ricavate dalla diocesi di Luni-Sarzana; la chiesa di Cristo Re divenne la cattedrale diocesana. Contestualmente la nuova diocesi fu unita aeque principaliter alla sede di Luni-Sarzana e Brugnato, che assunse il nuovo nome di diocesi di Luni, ossia la Spezia, Sarzana e Brugnato. Alla Spezia fu costituita l'unica curia diocesana, che divenne la residenza abituale del vescovo; furono mantenuti i capitoli dei canonici delle cattedrali di Sarzana e di Brugnato.
Il 26 luglio 1959 il decreto Ad animarum saluti della Congregazione concistoriale aggiornò i confini della diocesi, che aveva perso nel corso degli anni varie porzioni di territorio a favore di diocesi di nuova erezione.
Il 20 giugno 1964, in forza del decreto Quo aptius della Congregazione per i vescovi, cedette alla diocesi di Piacenza la località di Case Fazzi, nel comune di Tornolo, fino ad allora appartenente alla parrocchia di Scurtabò; con tale provvedimento i confini della diocesi vennero a coincidere con quelli della provincia della Spezia.
L'11 maggio 1974, con la lettera apostolica Mira eademque, papa Paolo VI proclamò la Beata Maria Vergine, nota come Nostra Signora di Soviore, patrona principale della diocesi di Luni.
Il 4 agosto 1975, in forza del decreto Litteris apostolicis della Congregazione per i vescovi, fu soppresso il titolo di Luni, che divenne sede titolare, e la diocesi mutò nome in diocesi della Spezia, Sarzana e Brugnato.

### Diocesi della Spezia-Sarzana-Brugnato
Il 30 settembre 1986, in forza del decreto Instantibus votis della medesima Congregazione, fu stabilita la plena unione delle tre diocesi e la nuova circoscrizione ecclesiastica assunse il nome attuale.

## Cronotassi dei vescovi
Si omettono i periodi di sede vacante non superiori ai 2 anni o non storicamente accertati.

### Vescovi di Luni
- San Basilio † (V secolo)
- San Solario † (V secolo)
- Sant'Euterio? † (V secolo)
- San Felice † (menzionato nel 465)
- Vittore † (prima del 501 - dopo il 502)
- Giusto † (menzionato nel 556)[6]
- Basilio II? † (seconda metà del VI secolo)
- San Venanzio † (prima del 593 - dopo il 603)
- San Terenzio † (prima metà del VII secolo)
- Lucio? † (circa 620 - 635)
- Lazzaro I? † (circa 635 - 645)
- Tommaso † (menzionato nel 649)
- Severo † (menzionato nel 679)
- Lintecario † (? - 753 deceduto)
- Felerado † (menzionato nel 769)
- Apollinare † (fine dell'VIII secolo)
- Gualcherio † (all'epoca di Carlo Magno, inizio IX secolo)
- Petroaldo † (menzionato nell'826)
- Teodolasio † (metà del IX secolo circa)
- San Ceccardo † (? - 860 deceduto)
- Gualterio I † (prima dell'872 ? - dopo l'884)
- Odelberto † (prima dell'899 - 941 deceduto)
- Anselmo? † (circa 941 - ?)
- Adalberto † (prima del 963 - dopo il 967)
- Gottifredo I † (976 ? - dopo ottobre 998)
- Filippo I † (? dimesso)
- Guido I † (prima del 1020 - dopo il 1027)
- Eriberto † (menzionato nel 1039)
- Guido II † (prima del 1054 - dopo il 1078)
- Lazzaro II †
- Filippo II † (prima del 1095 - dopo il 1096)
- Andrea I † (prima del 1124 - dopo il 1126)
- Filippo III † (1127 ? - 1128 ?)
- Gottifredo II † (1129 - 1156 deceduto)
- Alberto † ?
- Andrea II † (prima di gennaio 1160 - dopo aprile 1163)
- Raimondo † (menzionato nel febbraio 1168)[7]
- Pipino Arrighi di Pisa† (prima di agosto 1170 - dopo il 1176)
- Pietro † (circa 1178 - dopo febbraio 1190)
- Rolando † (novembre 1190 eletto - circa febbraio 1193 deceduto)
- Gualtiero II † (prima di novembre 1193 eletto - 1213 deceduto)
- Marzucco † (1213 - 1221 deceduto)
- Noradino † (1221 - 1224 deceduto)
- Buttafava † (1224 - 1226 dimesso)[8]
- Guglielmo † (prima di maggio 1228 - 1272 deceduto)[9]
- Enrico da Fucecchio † (3 aprile 1273 - 1297 dimesso)[10]
- Antonio Nuvolone da Camilla † (8 marzo 1297 - 1307 deceduto)
  - Sede vacante (1307-1312)
- Gherardino Malaspina † (9 maggio 1312 - gennaio 1318 deceduto)
- Bernabò Malaspina † (20 agosto 1320 - 5 agosto 1338 deceduto)
- Antonio Fieschi † (4 novembre 1338 - 1343 deceduto)
- Agapito Colonna † (9 gennaio 1344 - 1344 deceduto)
- Giordano Colonna † (25 maggio 1344 - 1351 deceduto)
- Gabriele Malaspina † (24 ottobre 1351 - 1359 deceduto)
- Antonio da Siena, O.P. † (1359 - 1363 deceduto)[11]
- Barnaba Malaspina (Bernabò Griffi) † (25 febbraio 1363 - 31 gennaio 1374 nominato vescovo di Penne e Atri)
- Beato Giacomo Campano, O.P. † (1378 - 1380 dimesso)
- Beato Giacomo Piccolomini, O.F.M. † (1380 - 1383 deceduto)
- Gerardo Pasqualoni, O.F.M. † (1383 - 1385 deceduto)
- Francesco Lante, O.F.M. † (1386 - 12 aprile 1390 nominato vescovo di Brescia)
- Martino de Ferrari, O.S.A. † (12 aprile 1390 - 1394 deceduto)
- Giovanni Montino † (1395 - 1406 deceduto)
- Giacomo de Rossi † (1406 - 6 marzo 1415 nominato arcivescovo di Napoli)
  - Aragonio Malaspina † (22 settembre 1407 - 9 febbraio 1415 nominato arcivescovo di Brindisi) (amministratore apostolico dell'antipapa Benedetto XIII)
- Francesco Manfredi † (6 marzo 1415 - 1465 nominato vescovo di Luni-Sarzana)

### Vescovi di Luni-Sarzana
- Francesco Manfredi † (1465 - 1469 deceduto)
- Antonio Maria Parentucelli † (6 settembre 1469 - 1485)
- Tommaso Benetti † (21 febbraio 1485 - 1497 dimesso)
- Silvestro Benetti † (28 aprile 1497 - 1537 deceduto)
- Giovanni Francesco Pogliasca † (28 novembre 1537 - 1561 deceduto)
- Simone Pasqua di Negro † (14 febbraio 1561 - 4 settembre 1565 deceduto)
- Benedetto Lomellini † (7 settembre 1565 - 17 marzo 1572 nominato vescovo di Anagni)
- Giovanni Battista Bracelli † (2 giugno 1572 - 17 aprile 1590 deceduto)
- Giovanni Battista Salvago † (14 maggio 1590 - 24 gennaio 1632 deceduto)
- Giovanni Domenico Spinola † (26 aprile 1632 - 1º dicembre 1636 nominato arcivescovo, titolo personale, di Mazara del Vallo)
- Prospero Spinola † (7 settembre 1637 - 17 luglio 1664 deceduto)
- Giovanni Battista Spinola † (22 aprile 1665 - 13 settembre 1694 nominato arcivescovo di Genova)
- Giovanni Girolamo Naselli † (7 febbraio 1695 - agosto 1709 deceduto)
- Ambrogio Spinola, B. † (10 marzo 1710 - 29 giugno 1726 dimesso)
- Giovanni Girolamo della Torre, B. † (1º luglio 1726 - 21 aprile 1757 deceduto)
- Giulio Cesare Lomellini, C.R.M. † (23 maggio 1757 - 24 febbraio 1791 deceduto)
- Francesco Maria Gentili † (26 settembre 1791 - 17 settembre 1795 dimesso)
- Vincenzo Maria Maggioli, O.P. † (22 settembre 1795 - 24 settembre 1804 nominato vescovo di Savona)
- Giulio Cesare Pallavicini † (24 settembre 1804 - 13 maggio 1819 deceduto)

### Vescovi di Brugnato
- Ildebrando † (1133 - ?)
- Gerolamo Lomellino † (1147 - circa 1172 deceduto)
- Lanfranco † (menzionato nel 1178)
- Alberto † (prima del 1188 - dopo il 1188)
- Guglielmo Spinola † (prima del 1190 - 1200 deceduto)
- Sinibaldo Fieschi † (1200 - 26 novembre 1230 deceduto)
- Guglielmo Contardi † (1230 - 1251 deceduto)
- Balduino Fieschi † (1252 - 1262 deceduto)
- Filippo Pallavicini † (1262 - 1265 deceduto)
- Sorleone, O.P. † (1265 - 1280 deceduto)
- Filippo Passano † (1281 - 1288 deceduto)
- Arduino Franchi † (1288 - dopo il 1292 deceduto)
- Giacomo da Pontremoli † (1300 - 1320 deceduto)
- Gherardo Spinola, O.F.M. † (16 gennaio 1321 - gennaio 1340 deceduto)
- Lamberto Guidiccioni † (26 gennaio 1340 - 1344 deceduto)
- Torpete Cancelli, O.S.B. † (28 maggio 1344 - 1350 deceduto)
- Ludovico Pallavicino † (1350 - 1362 deceduto)
- Nicolò † (1362 - 1362 deceduto)
- Ludovico Gandolfo, O.F.M. † (20 febbraio 1363 - 1º maggio 1390 deceduto)
- Landone Plancio † (1º giugno 1390 - 1400 deceduto)
- Francesco Cotica, O.S.B. † (29 ottobre 1400 - 1412 deceduto)
- Simone Tommasi † (7 aprile 1412 - 1418 deceduto)
- Tommaso Trigone, O.S.B. † (14 novembre 1418 - 1438 dimesso)
- Antonio Vergafalce † (2 maggio 1438 - 1467 deceduto)
- Bartolomeo Ugerio † (23 dicembre 1467 - 1479 deceduto)
- Antonio Valdettaro † (27 agosto 1479 - 1492 deceduto)
- Simone Chiavari, O.S.B. † (11 aprile 1492 - 1502 dimesso)
- Lorenzo Fieschi † (27 settembre 1502 - 1510 dimesso)
- Melchiorre Grimaldi † (24 maggio 1510 - 1512 deceduto)
  - Filippo Sauli † (14 giugno 1512 - 1528 dimesso) (amministratore apostolico)
  - Girolamo Grimaldi † (25 settembre 1528 - 6 giugno 1535 dimesso) (amministratore apostolico)
  - Agostino Trivulzio † (7 giugno 1535 o 21 febbraio 1539 - 5 marzo 1548 dimesso) (amministratore apostolico)
- Antonio Cogorno, O.P. † (5 marzo 1548 - 1565 dimesso)
- Giulio Sauli † (26 ottobre 1565 - 1570 deceduto)
- Antonio Paliettino, O.F.M.Conv. † (16 luglio 1571 - 17 ottobre 1579 deceduto)
- Nicolò Mascardi † (30 gennaio 1580 - 9 aprile 1584 nominato vescovo di Mariana)
- Camillo Doddeo † (13 agosto 1584 - 15 aprile 1592 nominato vescovo di Fossano)
- Stefano Baliano † (11 maggio 1592 - 1609 deceduto)
- Francesco Mottini † (29 aprile 1609 - 1623 deceduto)
- Vincenzo Giovanni Spinola, O.S.A. † (6 marzo 1623 - 1639 deceduto)
- Francesco Durazzi † (16 gennaio 1640 - 15 maggio 1652 deceduto)
- Giantommaso Gastaldi † (26 agosto 1652 - 1655 deceduto)
- Giambattista Paggi † (14 giugno 1655 - 8 febbraio 1663 deceduto)
- Giambattista Da Diece † (2 luglio 1663 - 28 aprile 1696 deceduto)
- Francesco Sacco, C.R. † (27 marzo 1697 - 21 dicembre 1721 deceduto)
- Nicolò Leopoldo Lomellini † (23 settembre 1722 - 28 aprile 1754 deceduto)
- Domenico Tatis, O.S.B.Oliv. † (22 luglio 1754 - 29 ottobre 1765 deceduto)
- Francesco Maria Gentili † (31 agosto 1767 - 26 settembre 1791 nominato vescovo di Luni-Sarzana)
- Giovanni Luca Solari † (18 giugno 1792 - 26 settembre 1810 deceduto)
  - Sede vacante (1810-1820)[12]

### Vescovi di Luni-Sarzana e Brugnato
- Luigi Scarabelli, C.M. † (2 ottobre 1820 - 26 aprile 1836 dimesso)
- Francesco Agnini † (19 maggio 1837 - 8 marzo 1853 deceduto)
- Giuseppe Rosati † (22 febbraio 1867 - 5 settembre 1881 deceduto)
- Giacinto Rossi, O.P. † (18 novembre 1881 - 29 gennaio 1899 deceduto)
- Giovanni Carli † (19 giugno 1899 - 5 gennaio 1921 deceduto)
- Bernardo Pizzorno † (7 marzo 1921 - 6 agosto 1926 deceduto)
  - Sede vacante (1926-1929)[13]

### Vescovi di Luni, ossia La Spezia, Sarzana e Brugnato
- Giovanni Costantini † (8 febbraio 1929 - 26 luglio 1943 nominato presidente della Pontificia commissione centrale per l'arte sacra in Italia[14])
  - Sede vacante (1943-1945)[15]
- Giuseppe Stella † (7 settembre 1945 - 4 agosto 1975 nominato vescovo della Spezia, Sarzana e Brugnato)

### Vescovi della Spezia, Sarzana e Brugnato
- Giuseppe Stella † (4 agosto 1975 - 3 settembre 1975 ritirato)
- Siro Silvestri † (3 settembre 1975 - 30 settembre 1986 nominato vescovo della Spezia-Sarzana-Brugnato)

### Vescovi della Spezia-Sarzana-Brugnato
- Siro Silvestri † (30 settembre 1986 - 7 dicembre 1989 ritirato)
- Giulio Sanguineti (7 dicembre 1989 - 19 dicembre 1998 nominato vescovo di Brescia)
- Bassano Staffieri † (10 luglio 1999 - 6 dicembre 2007 ritirato)
- Francesco Moraglia (6 dicembre 2007 - 31 gennaio 2012 nominato patriarca di Venezia)
- Luigi Ernesto Palletti, dal 20 ottobre 2012

## Statistiche
La diocesi nel 2023 su una popolazione di 215.117 persone contava 212.554 battezzati, corrispondenti al 98,8% del totale.
| anno | popolazione | popolazione | popolazione | presbiteri | presbiteri | presbiteri | presbiteri                | diaconi | religiosi | religiosi | parrocchie |
| anno | battezzati  | totale      | %           | numero     | secolari   | regolari   | battezzati per presbitero | diaconi | uomini    | donne     | parrocchie |
| ---- | ----------- | ----------- | ----------- | ---------- | ---------- | ---------- | ------------------------- | ------- | --------- | --------- | ---------- |
| 1950 | 243.200     | 245.266     | 99,2        | 299        | 216        | 83         | 813                       |         | 122       | 492       | 150        |
| 1970 | 243.825     | 247.667     | 98,4        | 305        | 223        | 82         | 799                       |         | 95        | 420       | 189        |
| 1980 | 245.600     | 249.600     | 98,4        | 283        | 184        | 99         | 867                       |         | 119       | 404       | 192        |
| 1990 | 227.875     | 232.176     | 98,1        | 202        | 155        | 47         | 1.128                     | 9       | 54        | 325       | 188        |
| 1999 | 221.318     | 223.668     | 98,9        | 177        | 129        | 48         | 1.250                     | 21      | 50        | 229       | 188        |
| 2000 | 221.118     | 223.565     | 98,9        | 171        | 126        | 45         | 1.293                     | 24      | 45        | 230       | 186        |
| 2001 | 220.942     | 223.638     | 98,8        | 167        | 124        | 43         | 1.323                     | 24      | 43        | 229       | 186        |
| 2002 | 218.889     | 221.274     | 98,9        | 164        | 119        | 45         | 1.334                     | 24      | 47        | 195       | 186        |
| 2003 | 212.726     | 215.137     | 98,9        | 165        | 117        | 48         | 1.289                     | 23      | 50        | 191       | 186        |
| 2004 | 213.451     | 215.935     | 98,8        | 159        | 111        | 48         | 1.342                     | 23      | 49        | 187       | 186        |
| 2013 | 216.100     | 218.702     | 98,8        | 138        | 109        | 29         | 1.565                     | 21      | 33        | 120       | 186        |
| 2016 | 219.024     | 221.663     | 98,8        | 133        | 103        | 30         | 1.646                     | 19      | 31        | 100       | 186        |
| 2019 | 217.290     | 219.909     | 98,8        | 132        | 101        | 31         | 1.646                     | 18      | 32        | 103       | 186        |
| 2021 | 214.828     | 217.418     | 98,8        | 121        | 92         | 29         | 1.775                     | 19      | 30        | 100       | 186        |
| 2023 | 212.554     | 215.117     | 98,8        | 112        | 84         | 28         | 1.897                     | 19      | 29        | 92        | 186        |

## Persone legate alla diocesi
Al territorio della diocesi è, in particolar modo, collegata la memoria di:
- Papa Eutichiano (228-283), 27º vescovo di Roma e papa venerato come santo dalla Chiesa cattolica.
- Venerio (560-630), monaco venerato come santo dalla Chiesa cattolica.
- Tomaso Parentucelli (1397-1455), eletto papa con il nome di Niccolò V.
- Antonio Maria Gianelli (1789-1846), vescovo venerato come santo dalla Chiesa cattolica.
- Itala Mela (1904-1957), mistica e beata. Itala Mela è stata la prima beata della diocesi unificata di La Spezia-Sarzana-Brugnato.

### Per la sede di Luni (-Sarzana)
- Francesco Lanzoni, Le diocesi d'Italia dalle origini al principio del secolo VII (an. 604), vol. I, Faenza, 1927, pp. 586–589
- Giuseppe Cappelletti, Le Chiese d'Italia dalla loro origine sino ai nostri giorni, vol. XIII, Venezia, 1857, pp. 422–463 e 476-486
- Palemone Luigi Bima, Serie cronologica dei romani pontefici e degli arcivescovi e vescovi, Torino, 1842, pp. 270–277
- Luigi Podestà, I vescovi di Luni dall'anno 895 al 1289. Studi sul Codice Pelavicino nell'Archivio Capitolare di Sarzana, in "Atti e Memorie della Reale Deputazione di Storia Patria per le Province Modenesi", VI (1895), pp. 5–157
- (LA)  Pius Bonifacius Gams, Series episcoporum Ecclesiae Catholicae, Leipzig, 1931, pp. 817–818
- (LA)  Konrad Eubel, Hierarchia Catholica Medii Aevi, vol. 1, pp. 317–318; vol. 2, p. 182; vol. 3, p. 231; vol. 4, p. 226; vol. 5, p. 250; vol. 6, p. 269

### Per la sede di Brugnato
- A. Baldini, Note per una storia delle istituzioni monastiche a Pontremoli – Dalle origini al XIII secolo, in Studi Lunigianesi, 1980, Villafranca, Associazione Manfredo Giuliani, 1980, pp. 201-203;
- Giuseppe Cappelletti, Le Chiese d'Italia dalla loro origine sino ai nostri giorni, vol. XIII, Venezia, 1857, pp. 464–482;
- G. Franchi, M. Lallai, Da Luni a Massa Carrara-Pontremoli – il divenire di una Diocesi fra Toscana e Liguria dal IV al XXI secolo, parte I (La diocesi di Luni), vol. I e II, Massa, Diocesi di Massa Carrara – Pontremoli, 2000, 7, 125 I n. e II 324-325;
- G. Franchi, M. Lallai, Da Luni a Massa Carrara-Pontremoli – il divenire di una Diocesi fra Toscana e Liguria dal IV al XXI secolo, parte II, vol. IV (M. Lallai: capitolo VI: La diocesi di Brugnato, Massa, Diocesi di Massa Carrara – Pontremoli, 2008, 12; 2008 II, 27;
- M. Giuliani, Saggi di storia Lunigianese, Pontremoli, Tipografia Artigianelli, 1982;
- Boris Gombač, Atlante storico delle diocesi toscane, Sommacampagna, Cierre Grafica, 2015; ISBN 978-88-98768-03-5, pp. 133-134;
- Palemone Luigi Bima, Serie cronologica dei romani pontefici e degli arcivescovi e vescovi, Torino, 1842, pp. 249–254;
- G. Pistarino, Le pievi della diocesi di Luni, parte I, La Spezia, Bordighera, Istituto internazionale di studi liguri, 1961;
- (LA)  Pius Bonifacius Gams, Series episcoporum Ecclesiae Catholicae, Leipzig, 1931, p. 818
- (LA)  Konrad Eubel, Hierarchia Catholica Medii Aevi, vol. 1, pp. 148–149; vol. 2, p. 111; vol. 3, p. 141; vol. 4, p. 122; vol. 5, p. 128; vol. 6, p. 132
- (LA) Bolla Quemadmodum Sedes Apostolica, in Bullarum diplomatum et privilegiorum sanctorum Romanorum pontificum Taurinensis editio, Tomo II, Augustae Taurinorum, 1859, pp. 378–379
- G. Volpe, Toscana Medievale - Massa Marittima, Volterra, Sarzana, Firenze, Sansoni Editore, 1964